# 800 mètres féminin aux championnats du monde d'athlétisme en salle 2024
Pour un article plus général, voir Championnats du monde d'athlétisme en salle 2024.
Navigation
2022 2025
L'épreuve du 800 mètres féminin des championnats du monde en salle de 2024 se déroule du 1er au 3 mars 2024 dans l'Emirates Arena de Glasgow, en Écosse,.

## Résultats

### Séries
Les 2 premières de chaque série (Q) et les 2 meilleurs temps (q) se qualifient pour les demi-finales.
| Rang | Série | Couloir | Athlète                 | Pays            | Temps   | Notes |
| ---- | ----- | ------- | ----------------------- | --------------- | ------- | ----- |
| 1    | 3     | 5       | Jemma Reekie            | Grande-Bretagne | 1:59.45 | Q     |
| 2    | 3     | 6       | Eloisa Coiro            | Italie          | 1:59.76 | Q     |
| 3    | 4     | 2       | Tsige Duguma            | Éthiopie        | 2:00.50 | Q     |
| 4    | 1     | 4       | Habitam Alemu           | Éthiopie        | 2:00.50 | Q     |
| 5    | 3     | 4       | Lorea Ibarzabal         | Espagne         | 2:00.56 | q     |
| 6    | 1     | 6       | Natoya Goule-Toppin     | Jamaïque        | 2:00.83 | Q     |
| 7    | 1     | 5       | Vivian Chebet Kiprotich | Kenya           | 2:00.86 | q     |
| 8    | 4     | 6       | Noélie Yarigo           | Bénin           | 2:01.13 | Q     |
| 9    | 4     | 4       | Anna Wielgosz           | Pologne         | 2:01.58 |       |
| 10   | 4     | 5       | Allie Wilson            | États-Unis      | 2:01.66 |       |
| 11   | 2     | 5       | Audrey Werro            | Suisse          | 2:01.83 | Q     |
| 12   | 2     | 6       | Catriona Bisset         | Australie       | 2:02.04 | Q     |
| 13   | 4     | 3       | Lorena Martín           | Espagne         | 2:02.26 |       |
| 14   | 5     | 6       | Halimah Nakaayi         | Ouganda         | 2:02.42 | Q     |
| 15   | 5     | 5       | Lore Hoffmann           | Suisse          | 2:02.53 | Q     |
| 16   | 2     | 4       | Eveliina Määttänen      | Finlande        | 2:02.57 |       |
| 17   | 5     | 3       | Addison Wiley           | États-Unis      | 2:02.69 |       |
| 18   | 5     | 4       | Isabelle Boffey         | Grande-Bretagne | 2:02.81 |       |
| 19   | 2     | 3       | Naomi Korir             | Kenya           | 2:03.31 |       |
| 20   | 1     | 3       | Angelika Sarna          | Pologne         | 2:03.36 |       |
| 21   | 3     | 3       | Jazz Shukla             | Canada          | 2:03.68 |       |
| 22   | 1     | 2       | Bianka Kéri             | Hongrie         | 2:03.95 |       |
| 23   | 2     | 2       | Claudia Mihaela Bobocea | Roumanie        | 2:04.03 |       |
| 24   | 4     | 1       | Jaqueline Beatriz Weber | Brésil          | 2:05.17 |       |
| 25   | 3     | 2       | Flávia Maria De Lima    | Brésil          | 2:05.71 |       |
| 26   | 5     | 2       | Madeleine Kelly         | Canada          | 2:06.95 |       |

### Demi-finales
Les 3 premières de chaque série (Q) se qualifient pour la finale.
| Rang | Série | Couloir | Athlète                 | Pays            | Temps   | Notes |
| ---- | ----- | ------- | ----------------------- | --------------- | ------- | ----- |
| 1    | 2     | 6       | Jemma Reekie            | Grande-Bretagne | 1:58.28 | Q     |
| 2    | 1     | 2       | Tsige Duguma            | Éthiopie        | 1:58.35 | Q, PB |
| 3    | 2     | 1       | Habitam Alemu           | Éthiopie        | 1:58.59 | Q     |
| 4    | 2     | 5       | Halimah Nakaayi         | Ouganda         | 1:58.91 | Q, SB |
| 5    | 1     | 4       | Noélie Yarigo           | Bénin           | 1:59.45 | Q, SB |
| 6    | 1     | 1       | Vivian Chebet Kiprotich | Kenya           | 1:59.65 | Q, PB |
| 7    | 1     | 3       | Lore Hoffmann           | Suisse          | 2:00.06 | NR    |
| 8    | 1     | 5       | Catriona Bisset         | Australie       | 2:00.13 |       |
| 9    | 2     | 3       | Eloisa Coiro            | Italie          | 2:00.13 |       |
| 10   | 2     | 4       | Audrey Werro            | Suisse          | 2:00.16 | PB    |
| 11   | 2     | 2       | Lorea Ibarzabal         | Espagne         | 2:00.73 |       |
| 12   | 1     | 6       | Natoya Goule-Toppin     | Jamaïque        | 2:01.41 |       |

### Finale
| Rang               | Couloir | Athlète                 | Pays            | Temps   | Notes |
| ------------------ | ------- | ----------------------- | --------------- | ------- | ----- |
| Médaille d'or      | 2       | Tsige Duguma            | Éthiopie        | 2:01.90 |       |
| Médaille d'argent  | 6       | Jemma Reekie            | Grande-Bretagne | 2:02.72 |       |
| Médaille de bronze | 4       | Noélie Yarigo           | Bénin           | 2:03.15 |       |
| 4                  | 3       | Vivian Chebet Kiprotich | Kenya           | 2:03.76 |       |
| 5                  | 1       | Habitam Alemu           | Éthiopie        | 2:03.89 |       |
| 6                  | 5       | Halimah Nakaayi         | Ouganda         | 2:05.53 |       |

## Légende
Records et Performances
- AR : Record continental (area record)
- CR : Record des championnats (championship record)
- MR : Record du meeting (meet record)
- NR : Record national (national record)
- OR : Record olympique (olympic record)
- PR : Record paralympique (paralympic record)
- PB : Record personnel (personal best)
- SB : Meilleure performance personnelle de la saison (season's best)
- WL : Meilleure performance mondiale de l'année (world leader)
- WJR : Record du monde junior (world junior record)
- WR : Record du monde (world record)

Circonstances et Conditions
- DNF : N'a pas terminé (did not finish)
- DNS : N'a pas pris le départ (did not start)
- DQ : Disqualification (disqualification)
- NM : Aucun essai valable enregistré (No Mark)
- Q : Qualifié « directement » au prochain tour (ou à la prochaine compétition), lors d'une compétition majeure, grâce au classement ou à la réalisation des minima (automatic qualifier)
- q : Qualifié au prochain tour (ou à la prochaine compétition), lors d'une compétition majeure, grâce au repêchage ou à la réalisation de l'une des meilleures performances parmi celles des « non qualifiés directement » (grâce au meilleur temps ou à la meilleure distance par exemple) (secondary qualifier)